# Oiclus tite
Espèce
Oiclus tite est une espèce de scorpions de la famille des Diplocentridae.

## Répartition et habitat
Cette espèce est endémique des îles de la Petite-Terre en Guadeloupe. Elle se rencontre sur Terre-de-Bas.

## Description
La femelle holotype mesure 24,08 mm et le mâle paratype 24,80 mm.

## Étymologie
Son nom d'espèce lui a été donné en référence au lieu de sa découverte, les îles de la Petite-Terre, en créole guadeloupéen Ti Tè. Le nom d'espèce fait également référence à l'association Titè qui gère la réserve naturelle nationale des îles de la Petite-Terre.

## Publication originale
- Ythier, Jourdan & Malglaive, 2022 : « The Scorpions of Petite Terre, Guadeloupe, Lesser Antilles, with description of a new species of Oiclus Simon, 1880 (Scorpiones, Buthidae, Diplocentridae). » Bulletin de la Société entomologique de France, vol. 127, no 2, p. 187-201.